# Jean Mallinger
Jean Mallinger, né le 6 juin 1904 à Ostende et mort à Bruxelles le 19 avril 1982 dans l'exercice de son activité professorale, est un docteur en droit, avocat près la Cour d'Appel de Bruxelles, ancien membre du conseil de l'Ordre et auteur d'ouvrages consacrés à Pythagore.

## Biographie
Il fut en contact très tôt avec l'hellénisme, son père, Léon Mallinger, étant philologue, professeur de grec et préfet de l'Athénée royal d'Ixelles.
Il étudia le droit à l'université catholique de Louvain et devint avocat au barreau de Bruxelles.
Marié, il n'eut pas d'enfants.

## La doctrine pythagoricienne

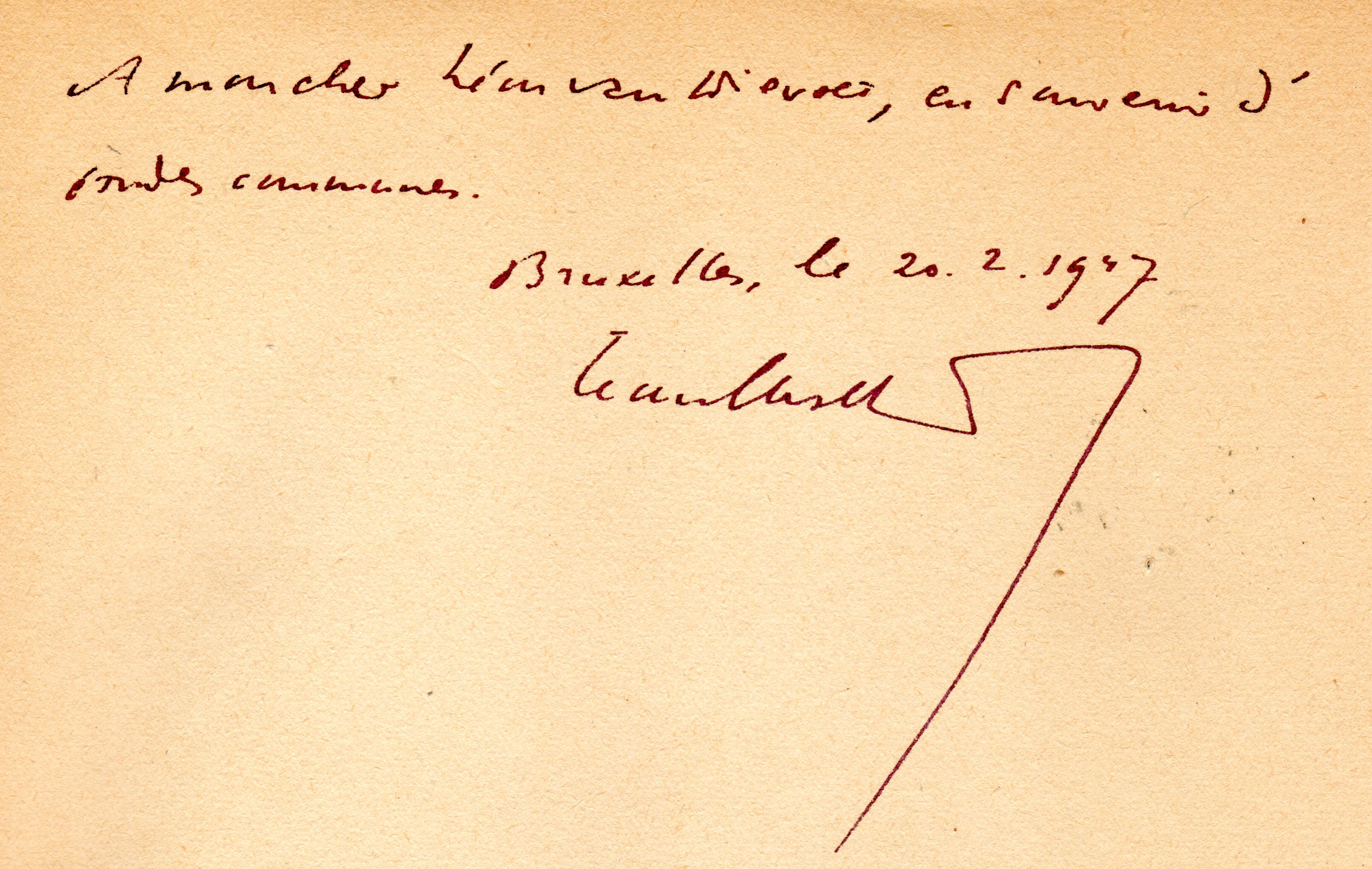
Dédicace autographe de Jean Mallinger à l'architecte Léon van Dievoet.

Adepte du pythagorisme, il publia de nombreux livres concernant le maître de Samos et se consacra à la diffusion de sa doctrine.

## Activités ésotériques
Il fut membre de plusieurs associations ésotériques :  le 21 décembre 1925 il fonde à Bruxelles un Centre Rosicrucien, dont il est le secrétaire, avec Emile Dantinne et François Soetewey comme président, puis en 1927, toujours à Bruxelles, il fonde  avec les mêmes l' Ordre Hermétiste Tétramégiste et Mystique, qui se veut une reconstitution de l'école pythagoricienne.
Le 14 août 1934, toujours à Bruxelles, il est parmi les fondateurs de la FUDOSI (en) (Fédération universelle des ordres et sociétés initiatiques), dont il est le grand chancelier sous le hiéronyme de « Sâr Elgim ».
Franc-maçon, haut dignitaire du Rite de Memphis-Misraïm, en 1956 il octroie la patente du Régime de Naples (Arcana Arcanorum)  à Henri Probst-Biraben.
Il est aussi membre de l'Ordre martiniste.

## Écrits de Jean Mallinger
- La Table d'Eméraude, Bruxelles, C. Platounoff éd., 1930. 16 pages.
- « Le Culte du Soleil en Orient », dans : La momie chante, à partir du n° 5, octobre 1933, p. 2.
- Pythagore et les Mystères, Paris, éditions Niclaus, 34, rue Saint-Jacques, dépositaire général pour la Belgique et la Hollande : Librairie Ve H. F. van de Graaf, 53, rue Malibran, Bruxelles, 1944 ; et 2e éd. revue et corrigée, Lille, F. Planquart, 1974.
- Notes sur les secrets ésotériques des Pythagoriciens, Paris (5e), éditions Niclaus, 34, rue Saint-Jacques, dépositaire général pour la Belgique et la Hollande : Librairie Ve H. F. van de Graaf, 53, rue Malibran, Bruxelles, 1946.
- Les secrets ésotériques dans Plutarque, Paris (5e), éditions Niclaus, 34, rue Saint-Jacques, dépositaire général pour la Belgique et la Hollande : Librairie Ve H. F. van de Graaf, 53, rue Malibran, Bruxelles, 1946.